# Святки

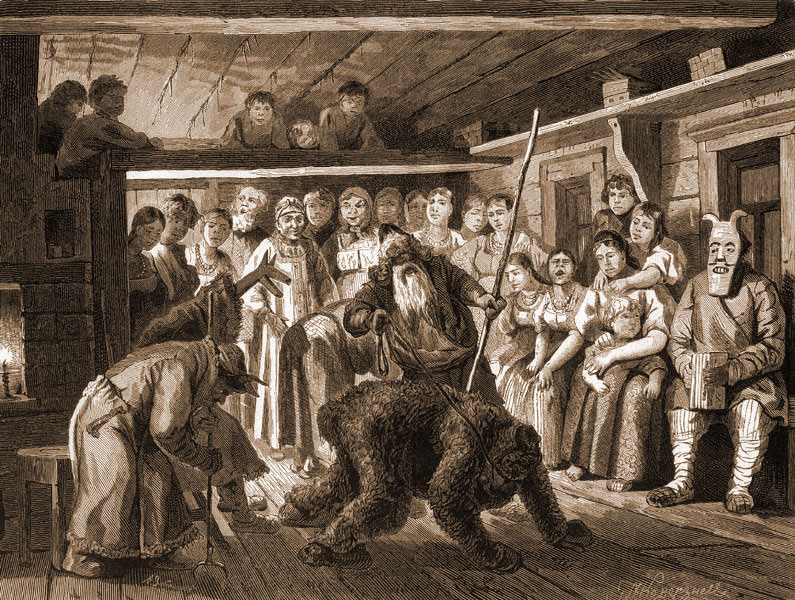
П. Каверзнев. Ряженые (медведь, дед-поводырь, старуха, коза)

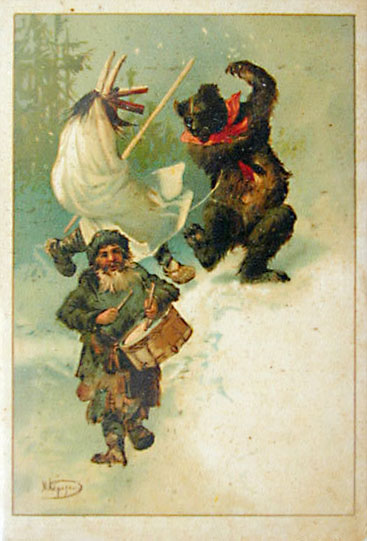
Рождественская дореволюционная открытка

Свя́тки (святы́е, праздничные дни, зимние святки, коля́ды) — славянский народный праздничный комплекс зимнего календарного периода, состоящий из двенадцати праздничных дней «от звезды и до воды» (рус. кубан.), то есть от появления первой звезды в канун Рождества и до крещенского освящения воды.
В некоторых районах Полесья к Святкам относят ещё полтора дня после Крещения, то есть 7 (20) января (Зимний свадебник) и половину дня 8 (21) января, который называется Розданный день, поскольку он приходится на тот же день недели, что и Рождество.
В христианской традиции — время с Рождества Христова до Крещенского Сочельника.

## Этимология и названия
Святки (от праслав. *svętъ, *svętъjь) — старославянское слово, означающее святые, праздничные дни. Множественное число указывает, что праздник продолжается не один день (ср.: Червонные святки, Зелёные святки). По одной из версий, святки могут упоминаться в плохо сохранившейся новгородской берестяной рамоте № 1086 (середина XIV века).
- рус. святки, святые вечера, свечки, коля́ды, колёды (з.-рус., ю.-рус.), рожествя́нские свя́тки (брян.), цветьё (Удмуртия)[11], окрутники (новг.)[12], кудеса (новг., вологод.)[13], субботки[13] (псков.);
- зап.-бел. калядныя святкі; між каляд, поміж каляд (то есть 'между колядами'); либо калядныя святкi, калядныя нядзелi;
- укр. святі дні, коляда;
- полес. коля́да, ко́ляды, свички́, святы́е вечо́ры, роздвяны́е свята́, Рожество;
- пол. Gody, Godnie Święta[14], Szczodre Gody, świeczki, święte wieczory;
- чеш. Vánoce («святые ночи»), Hody[14];
- словац. Vianoce, Hody, sviatky[15];
- словен. Volčje noči (штир.)[16] (также см. Вучаренье);
- сербохорв. некрштены дани[17];
- в.-болг. мръсни дни (нощи), погани дни; з.-болг. некрстени дни, некрштены дани; в Родопах — караконджерови дни, дяволски деня, вампирски де́н’ове, поганските дни, буганите дене[18].

## Церковное празднование
Праздновать двенадцать дней после праздника Рождества Христова церковь начала с древних времён. Указанием на это могут служить 13 бесед Ефрема Сирина (ум. 373 г.), произнесённых им от 25 декабря по 6 января, а также проповеди Амвросия Медиоланского и Григория Нисского. Древнее двенадцатидневное празднование святок подтверждается церковным уставом Саввы Освященного (ум. 530 г.), по которому во дни святок «никакожо пост, ниже коленопреклонения бывают, ниже в церкви, ниже в келлиях», и запрещено совершать таинство брака. То же подтверждено и кодексом Юстиниана, изданным в 535 году. Вторым туронским собором в 567 году все дни от Рождества Христова до Богоявления названы праздничными.
Ещё со времён Римской империи в эти дни нередко практиковались гадания и другие народные обычаи, с которыми боролась церковь. Против этого направлены, помимо всего прочего, 61 и 62 правила Шестого Вселенского собора. Действовавший в Российской империи закон запрещал «в навечерие Рождества Христова и в продолжение святок заводить, по старинным идолопоклонническим преданиям, игрища и, наряжаясь в кумирские одеяния, производить по улицам пляски и петь соблазнительные песни».

## Обрядность
Начало зимних Святок и окончание рождественского поста во многих местах Российской империи приурочивалось к Николину дню. Под влиянием христианской церкви Святки стали связываться с рождественскими обрядами и отмечаться по церковному календарю — от Рождества до Крещения. Их совпадение по времени (начало года) способствовало сближению славянской святочной обрядности с церковной.
У восточных славян считалось, что первый день надо провести дома или у родных. Во второй, называемый молодионы (день младенцев), все женщины, имеющие детей до года, носили их в церковь причащать. С третьего дня начинались посещения родственников и друзей с обильным угощением.
Святки особенно насыщены магическими обрядами, гаданиями, прогностическими приметами, обычаями и запретами, регламентирующими поведение людей, что выделяет святки из всего календарного года. Мифологическое значение святок определяется их «пограничным» характером — в это время солнце поворачивается с зимы на лето; световой день сдвигается от тьмы к свету; заканчивается старый и начинается новый год; рождается Спаситель, и мир хаоса сменяется божественной упорядоченностью. С «пограничностью» периода между старым и новым хозяйственным годом связаны представления о приходе на землю с того света душ умерших, о разгуле нечистой силы в середине зимы. По народным верованиям, невидимое присутствие духов среди живых людей обеспечивало возможность заглянуть в своё будущее, чем и объясняются многочисленные формы святочных гаданий.
В Новгороде со второго дня Святок (окрутников) до Богоявления наряженные ходят по городу в те дома, где в знак приглашения стоят на окнах зажжённые свечи, и потешают хозяев шутками, сатирическими представлениями, песнями и плясками. В Тихвине на Святки делается большая лодка, которая ставится на несколько саней, и по улицам везётся множеством лошадей, на которых сидят верхом «окрутники». В лодке находятся ряженые в масках («святочники») с разноцветными флагами, которых называют окрутниками, кудесниками, куликами, щеголями. Во время поездки они поют, играют на различных инструментах, шутят. Их сопровождает много народа, зажиточные горожане угощают вином и кушаньем.
В Псковской губернии (в Торопце) девушки откупали на Святки дом у какой-либо вдовы, ставили скамейки до потолка в виде амфитеатра, посреди вешали огромный фонарь со множеством свечей, сделанный из цветной бумаги и украшенный разноцветными лентами. По сторонам ставят скамейки для парней. Когда все места в амфитеатре займут девушки, открывают ворота и впускают ребят, при этом каждого гостя встречают песнями с припевом:

Дунай, Дунай, многолетствуй!

И с твоею полюбовницей!
За это гости платят — сборы идут хозяйке избы. Женатые мужчины на «торопецкие субботки» не допускаются.

## Святочный период
Во многих славянских традициях Святки делились на две половины — до Нового года и после. Первая неделя Святок нередко считалась более значимой, в это время особенно строго соблюдаются запреты и предписания. Если весь святочный период в восточном Полесье называли святые вечера, то первую неделю — вельми святые. Иногда «святой» считалась только первая неделя: «Сьвяты́и вэчори́ — до Нового року, а посли Нового года — шчо́дрыи вэчори́» (ср. также укр. киев. святый тыждень). В Полесье две недели Святок могли называть соответственно Пэршыи сьвичкы и Другыи сьвичкы (брест.). На Русском Севере первая неделя Святок называлась святые вечера, а вторая — страшны́е вечера. У русских Удмуртии они, кроме того, назывались соответственно Ржаное цветьё и Яровое цветьё, что актуализировало параллелизм с летними Зелёными святками, во время которых происходило колошение и цветение злаков. Вместе с тем Святки воспринимаются как единый цикл, о чём свидетельствует не только состав обрядов и их мифологическое содержание, но и единая терминология, например: Перша кутья 'Рождественский сочельник', Друга или Середня кутья 'канун Нового года', Трэтья или Последняя кутья 'канун Крещения' (полес.); ср. также: «Три Коляды у нас было. Коляда была первая перед седьмым январём — Рожствянская. А другая Коляда называлась жирная, а третия Коляда называлась голодная».

## Изгнание святок
Обряды «изгнания святок» (кутьи, коляды), приуроченные к Крещению, широко распространены у западных и восточных славян. На Украине сжигание на Новый год рождественской соломы или мусора, накопленного за период Святок, называлось паліть діда или паліть дідуха. В Нижегородской области в Крещенской сочельник зажигали сноп соломы и возили его на санках по деревне с криками: «Митрофанушка горит!»; это называлось «провожать святки».

## Пословицы и поговорки
- На Святки только волки женятся[27].
- От Рождества до Крещения охотиться на зверей и птиц грех — с охотником несчастье случится[28].
- Одна кутья на людей, другая на скотину, а третья на урожай (полес. Адна́ куття на людей, а другая на худо́бу, а треття на уражай)[29].
- Прошли Святки, жаль расстаться, пришла Маслина — кататься (воронеж.)[30].
- Мокрые святки — мало урожая (пол. силез.)[31].
- Ясные святки — полные амбары (пол. силез.)[31].